# Parti démocrate (Indonésie)
Pour les articles homonymes, voir Parti démocrate.
Le Parti démocrate, en indonésien Partai Demokrat, est un parti politique indonésien fondé le 9 septembre 2001. Son candidat à l'élection présidentielle de 2004, Susilo Bambang Yudhoyono, est l'ancien président de la République. Le parti se fonde sur le Pancasila.

## Résultats électoraux

### Élections présidentielles
| Année | Candidat                   | Premier tour | Premier tour | Premier tour | Second tour | Second tour | Second tour |
| Année | Candidat                   | Voix         | %            | Rang         | Voix        | %           | Rang        |
| ----- | -------------------------- | ------------ | ------------ | ------------ | ----------- | ----------- | ----------- |
| 2004  | Susilo Bambang Yudhoyono   | 39 838 184   | 33,57        | 1er          | 69 266 350  | 60,62       | 1er         |
| 2009  | Susilo Bambang Yudhoyono   | 73 874 562   | 60,8         | 1er          |             |             |             |
| 2014  | soutien à Prabowo Subianto |              |              |              |             |             |             |
| 2019  | soutien à Prabowo Subianto |              |              |              |             |             |             |

### Élections législatives
| Année | Voix       | %     | Sièges    | Rang | Gouvernement |
| ----- | ---------- | ----- | --------- | ---- | ------------ |
| 2004  | 8 455 225  | 7,45  | 57 / 550  | 5e   | Oui          |
| 2009  | 21 703 137 | 20,85 | 150 / 560 | 1er  | Oui          |
| 2014  | 12 728 913 | 10,19 | 61 / 560  | 4e   | Non          |
| 2019  | 10 876 507 | 7,77  | 54 / 575  | 7e   | Non          |